# Andonis Jeorgalidis
Andonis Jeorgalidis (gr. Αντώνης Γεωργαλίδης, ur. 30 stycznia 1982 w Larnace) – cypryjski piłkarz grający na pozycji bramkarza.

## Kariera klubowa
Karierę piłkarską Jeorgalidis rozpoczął w klubie z rodzinnej Larnaki o nazwie Anorthosis Famagusta. W sezonie 2000/2001 zadebiutował w jego barwach w pierwszej lidze cypryjskiej. W Anorthosisie zaczął pełnić rolę zmiennika dla reprezentanta Cypru, Nikosa Panajotu. W 2002 i 2003 roku zdobył Puchar Cypru. Od lata 2004 roku był podstawowym bramkarzem Anorthosisu, a w 2005 roku wywalczył swoje pierwsze w karierze mistrzostwo Cypru.
Latem 2006 roku Jeorgalidis przeszedł do Omonii, w której podobnie jak w Anorthosisie, stał się członkiem wyjściowej jedenastki i wywalczył z nią wicemistrzostwo Cypru w 2007 roku, a następnie w 2009 roku. W 2012 roku odszedł do Alki Larnaka, w którym spędził sezon.
W 2013 roku został zawodnikiem klubu AO Platania Chanion. Następnie grał w Omonii, a także w AEK Larnaka.
| Sezon   | Klub                 | Kraj   | Rozgrywki          | Mecze | Bramki |
| ------- | -------------------- | ------ | ------------------ | ----- | ------ |
| 1999/00 | Anorthosis Famagusta | Cypr   | Division A         | 4     | 0      |
| 2000/01 | Anorthosis Famagusta | Cypr   | Division A         | 4     | 0      |
| 2001/02 | Anorthosis Famagusta | Cypr   | Division A         | 4     | 0      |
| 2002/03 | Anorthosis Famagusta | Cypr   | Division A         | 1     | 0      |
| 2003/04 | Anorthosis Famagusta | Cypr   | Division A         | 4     | 0      |
| 2004/05 | Anorthosis Famagusta | Cypr   | Division A         | 22    | 0      |
| 2005/06 | Anorthosis Famagusta | Cypr   | Division A         | 23    | 0      |
| 2006/07 | Omonia Nikozja       | Cypr   | Division A         | 15    | 0      |
| 2007/08 | Omonia Nikozja       | Cypr   | Division A         | 30    | 0      |
| 2008/09 | Omonia Nikozja       | Cypr   | Division A         | 30    | 0      |
| 2009/10 | Omonia Nikozja       | Cypr   | Division A         | 15    | 0      |
| 2010/11 | Omonia Nikozja       | Cypr   | Division A         | 30    | 0      |
| 2011/12 | Omonia Nikozja       | Cypr   | Division A         | 21    | 0      |
| 2012/13 | Alki Larnaka         | Cypr   | Division A         | 20    | 0      |
| 2013/14 | AO Platania Chanion  | Grecja | Superleague Ellada | 32    | 0      |

## Kariera reprezentacyjna
W reprezentacji Cypru Jeorgalidis zadebiutował w 2005 roku. W barwach kadry narodowej występował także w eliminacjach do MŚ 2006, Euro 2008 i MŚ 2010.